# District de Mpulungu
Le district de Mpulungu est un district de Zambie, situé dans la Province Septentrionale. Sa capitale se situe à Mpulungu. Selon le recensement zambien de 2000, le district a une population de 67 602 personnes.